# 马塞利努拉穆斯
马塞利努拉穆斯是巴西南大河州的一个市镇。总面积229.619平方公里，总人口5372人，人口密度23.4人/平方公里。